# Лазич, Игор
Игор Лазич (словен. Igor Lazič; 30 октября 1979) — словенский футболист.

## Карьера

### Клубная
Профессиональную карьеру начинал в клубе «Виатор-Вектор» Любляна. Далее отыграл два сезона за столичную «Олимпию», за который провёл 41 матч в чемпионате Словении. После чего играл за «Целе». Летом 2005 года перебрался в российский клуб «Терек», за который дебютировал 17 сентября в выездном матче 23-го тура против ФК «Москва», выйдя в стартовом составе. По итогам сезона клуб покинул премьер-лигу, а Лазич вернулся на родину, перейдя в «Копер». С 2007 по 2009 годы играл за «Интерблок», после чего вернулся в люблянскую «Олимпию». В 2010 году выступал за «Шенчур», далее были «Нафта» и «Бела Крайина». В конце карьеры играл за клубы из низших дивизионов Австрии и клуб Третьей лиги Словении «Блед».

### В сборной
За национальную сборную Словении дебютировал 9 октября 2004 года в домашнем отборочном матче к чемпионату мира против Италии, выйдя на замену Насте Чеху на 88-й минуте матча. Всего за сборную страны провёл 2 матча. Второй и заключительный носил статус товарищеского и состоялся против Черногории 22 августа 2007 года.